# Dipartimento di Santa Rosa (Mendoza)
Santa Rosa è un dipartimento argentino, situato nella parte centrale della provincia di Mendoza, con capoluogo Santa Rosa.

## Geografia fisica
Creato nel 1884, esso confina a nord con i dipartimenti di Lavalle e San Martín; a est con quello di La Paz; a sud con il dipartimento di San Rafael e ad ovest con i dipartimenti di San Carlos, Rivadavia, Junín e San Martín.

## Società

### Evoluzione demografica
Secondo il censimento del 2001, su un territorio di 8.510 km², la popolazione ammontava a 15.818 abitanti, con un aumento demografico dell'11,07% rispetto al censimento del 1991.
Abitanti censiti

## Amministrazione
Il dipartimento, come tutti i dipartimenti della provincia, è composto da un unico comune, suddiviso in 5 distretti (distritos in spagnolo):
- Doce de Octubre
- La Dormida
- Las Catitas
- Ñacuñan
- Santa Rosa, capoluogo